# 渡邊一洋
渡邊 一洋（わたなべ かずひろ）は、日本の国土交通官僚。内閣法制局参事官、気象庁次長等を経て、内閣官房内閣審議官として統合型リゾートの成立のため特命チームで環境整備を進めた。退官後、西武鉄道常務執行役員、西武バス代表取締役社長を経て、日本気象協会理事長。

## 人物・経歴
岡山県笠岡市生まれ。岡山県立笠岡高等学校を経て、1980年東京大学法学部卒業、運輸省入省。2000年内閣法制局参事官（第二部）。2004年国土交通省鉄道局都市鉄道課長。2006年国土交通省自動車交通局総務課長。2007年国土交通省総合政策局政策課長。2008年7月4日国土交通省航空局空港部長。2010年8月10日国土交通省航空局監理部長。2011年7月1日初代国土交通省総合政策局公共交通政策部長。2012年9月11日国土交通省総合政策局次長。
2013年8月1日気象庁次長。2014年から内閣官房内閣審議官（内閣官房副長官補付）として新設されたカジノ推進特命チームで、カジノ推進に否定的な世論調査の分析などにあたったが、特定複合観光施設区域の整備の推進に関する法律の成立が困難になったことからチームの業務が凍結となり、2016年に退官した。同年西武鉄道常務執行役員。2019年4月1日西武バス代表取締役社長。2023年日本気象協会理事長、気象振興協議会副会長（幹事）。